# Antiracotis zebrina
Antiracotis zebrina là một loài bướm đêm trong họ Geometridae.